# Palaquium stehlinii
Palaquium stehlinii är en tvåhjärtbladig växtart som beskrevs av Erling Christophersen. Palaquium stehlinii ingår i släktet Palaquium och familjen Sapotaceae.
Artens utbredningsområde är Samoa. Inga underarter finns listade i Catalogue of Life.